# Kilogrammètre
Le kilogrammètre (symbole : kgm) est une ancienne unité de travail mécanique représentant le travail nécessaire à l’élévation d’une masse d’un kilogramme à la hauteur d’un mètre. Cette unité a été définie par Poncelet en 1826, afin de nommer l'unité utilisée par Navier, lequel écrivait k×m ou kil.x mèt.. L'unité de puissance associée est le kilogrammètre par seconde (kgm/s). 
Ces unités ont été employées en France, y compris dans l'enseignement, jusqu'en 1961 lorsque le Système international est adopté ; elles sont alors remplacées par le joule, watt, etc..

## Équivalences
- 1 kgm = 3,703 7 × 10−6 ch h
- 1 kgm = 9,806 65 × 107 erg
- 1 kgm = 7,233 0 ft lb
- 1 kgm = 9,806 65 J
- 1 kgm = 2,343 0 × 10−3 kcal
- 1 kgm = 2,724 1 × 10−6 kWh